# Vallabriga
Vallabriga és un poble del municipi de Beranui, situat damunt l'antic monestir de Santa Maria d'Ovarra, a la Baixa Ribagorça d'Aragó, a una altitud sobre el nivell del mar de 1.160 metres, sota la serra de Vallabriga, paret occidental del congost d'Ovarra i contrafort oriental del massís del Turbó, i dalt de la vall de l'Isàvena.
L'activitat és agrícola i ramadera.
Posseeix una senzilla església parroquial de construcció popular, Sant Esteve. És del segle xix. Es van reutilitzar elements d'una construcció romànica, alguns carreus i la pica baptismal.
Segons el cens de l'any 1381 a  Balabriga o Vallabriga hi havia 15 llars (focs). L'any 1385 vivien 22 morabatins. En el cens de l'any 1554 apareixen 15 cases. 33 habitants estaven censats en 1980; 6 en 1991; l'any 2006 tenia 3 habitants i 7 en 2010.
Al cementiri queden restes del romànic, una paret en forma de cilindre absidal del temple dedicat a Sant Esteve, del segle XII.

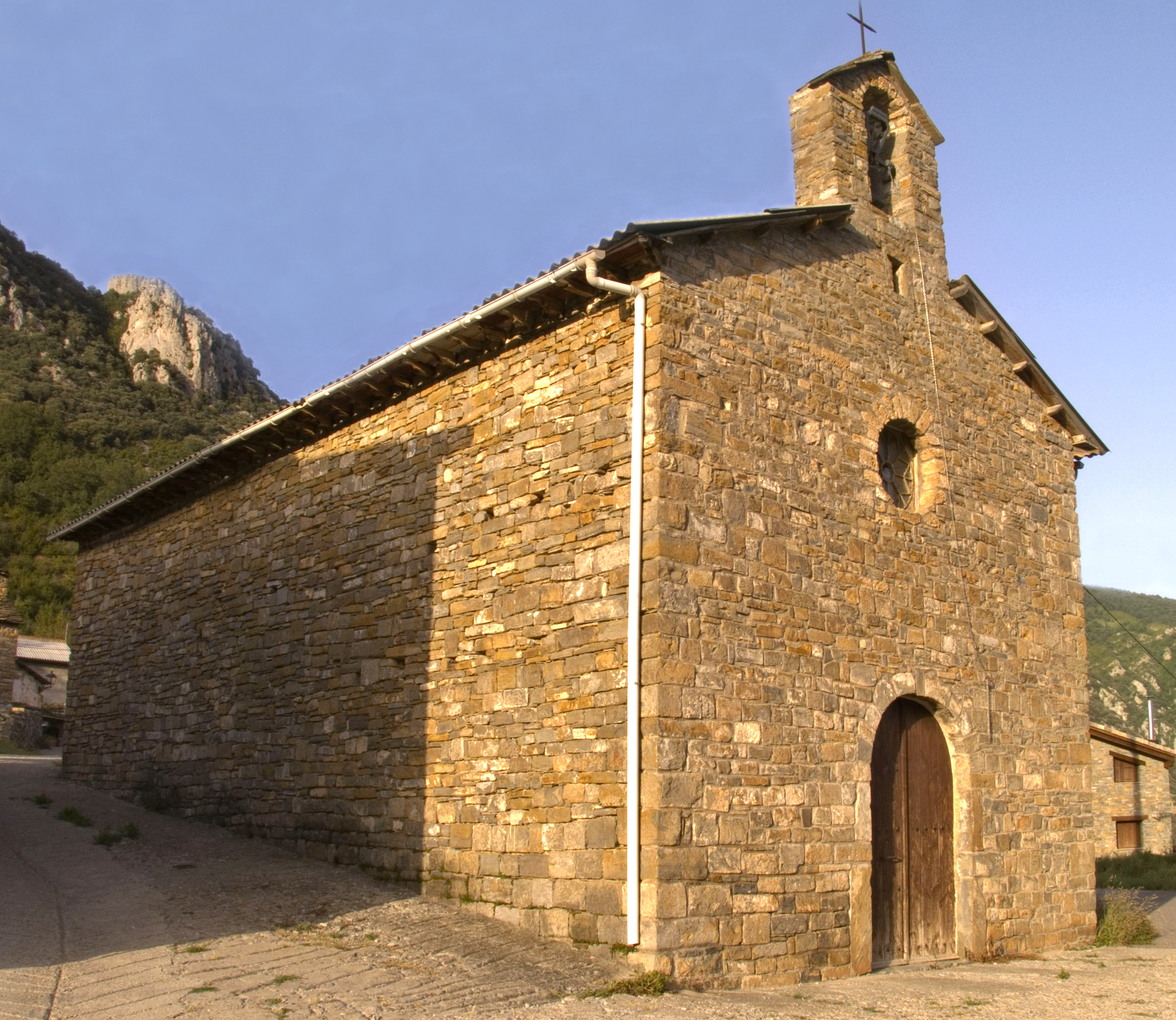
Església parroquial de Sant Esteve